# Georgij Vasilčenko
Georgij Stěpanovič Vasilčenko (rusky Гео́ргий Степа́нович Васи́льченко; 20. ledna 1921 – 7. července 2006) byl sovětský psychiatr a neuropatolog, doktor lékařských věd, profesor. Je považován za průkopníka sexuologie v SSSR. Mezi jeho žáky patří mimo jiné absolvent Permského lékařského ústavu Alexandr Rapoport.